# Protallocoxa abyssale
Protallocoxa abyssale là một loài chân đều trong họ Stenetriidae. Loài này được Wolff miêu tả khoa học năm 1962.